# عريض المنقار الجماعي
بُلْصُوص جَاوَا أو الطائر عريض المنقار الجماعي[بحاجة لمصدر] (بالانجليزية: Banded Broadbill) (الأسم العلمي: Eurylaimus javanicus). هو نوع من الطيور من فصيلة الطيور عريضة المنقار. وتوجد في بروناي وكمبوديا واندونيسيا ولاوس وماليزيا وميانمار وسنغافورة وتايلاند وفيتنام، وفي البيئات الطبيعية هي الغابات والأراضي المنخفضة أو شبه المدارية الرطبة.

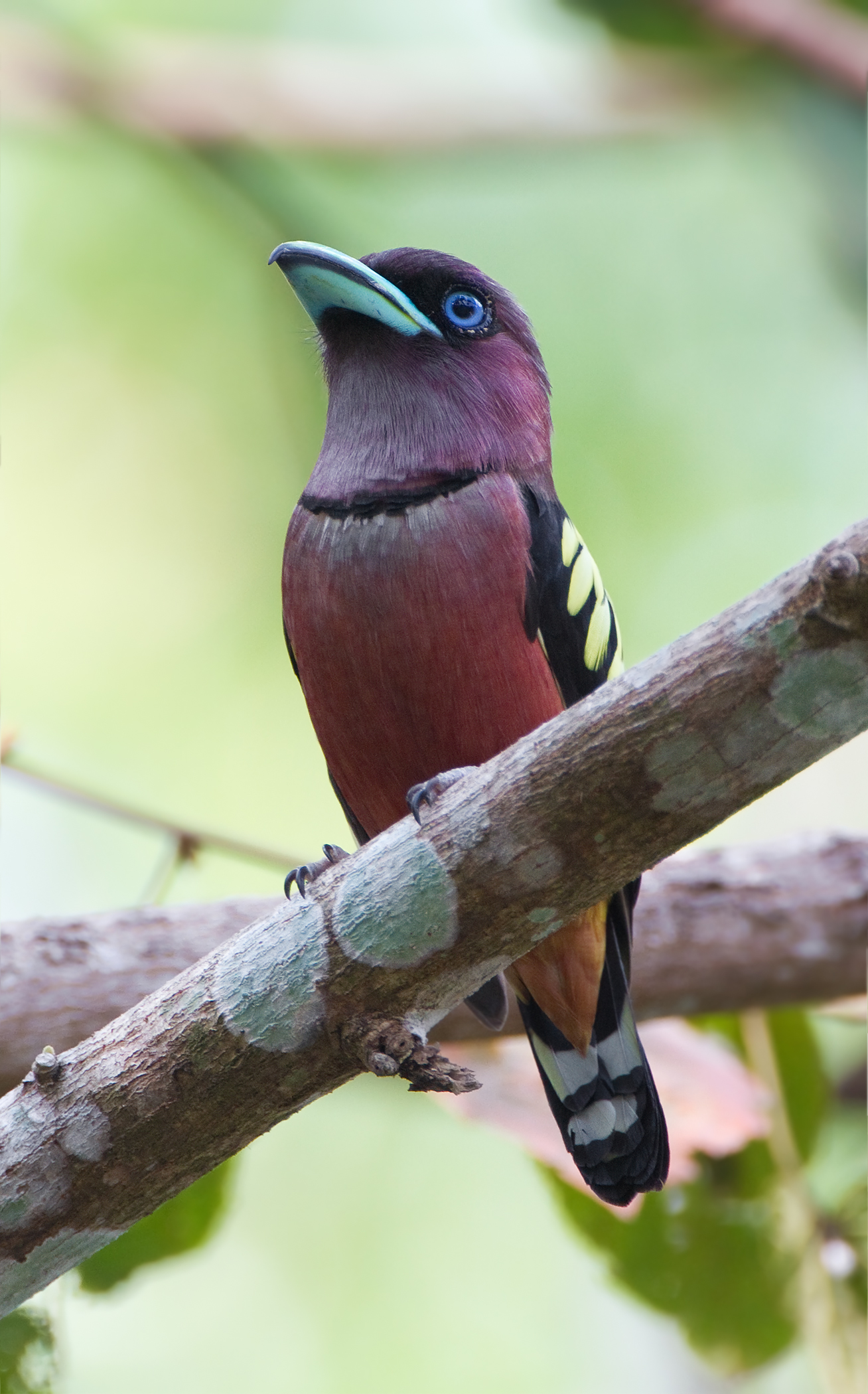
الطائر عريض المنقار الجماعي